# Śmiertek
Śmiertek (Thanatus) – rodzaj pająków z rodziny ślizgunowatych. Kosmopolityczny. Obejmuje 94 opisane gatunki.

## Morfologia

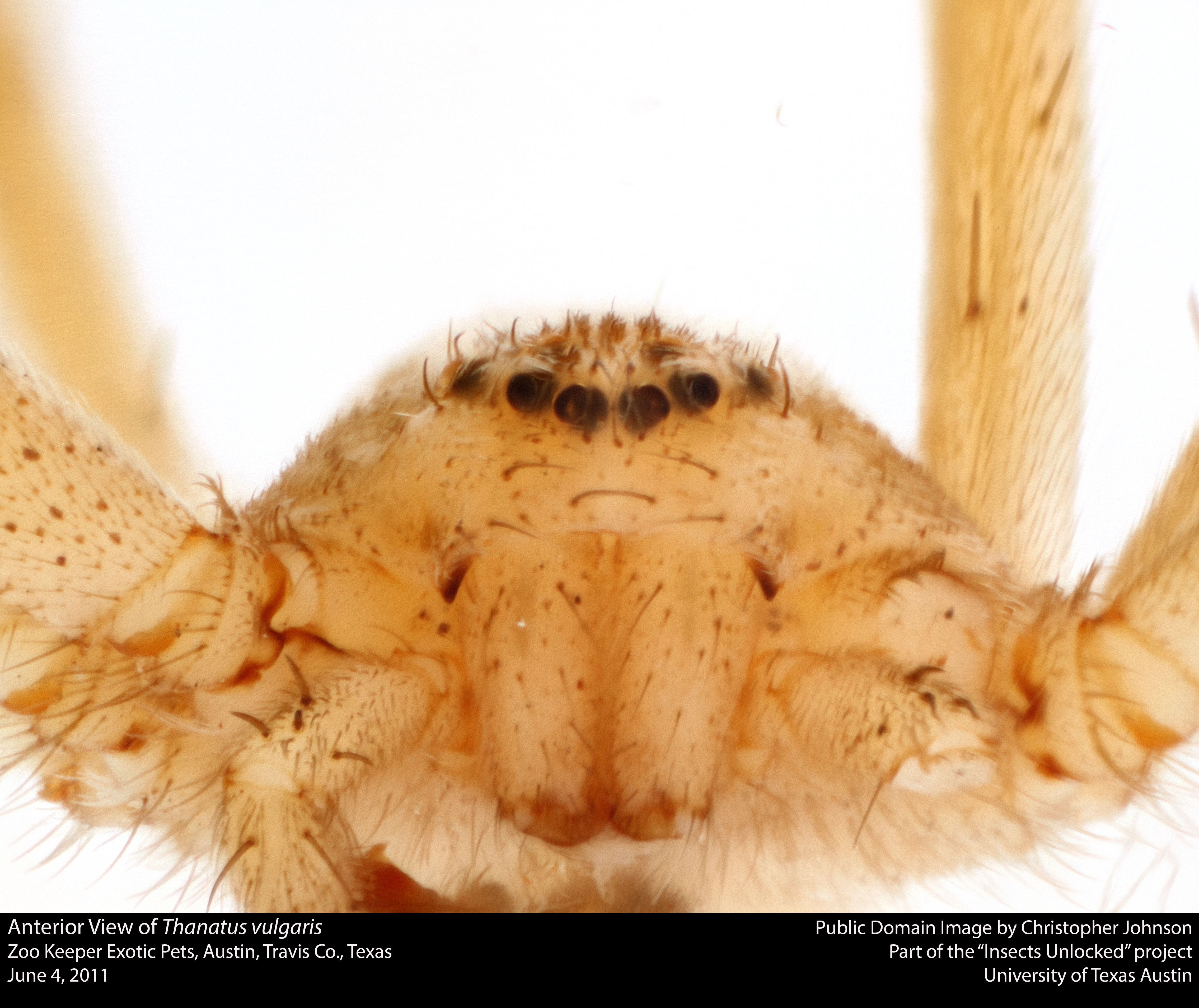
Thanatus vulgaris, widok przedni

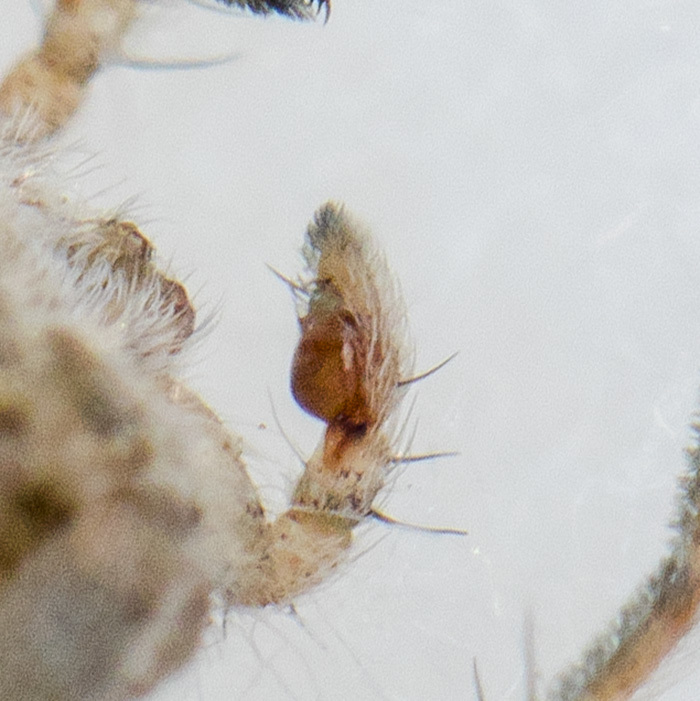
Thanatus fabcirii, nogogłaszczek samca

Pająki o owalnym do wydłużonego zarysie ciała. W ubarwieniu dominują zwykle odcienie żółci lub bladego brązu.
Prosoma jest mniej więcej tak szeroka jak długa, po bokach zaokrąglona, niekiedy nieco ku przodowi zwężona. Oczy są niewielkie, wszystkie o podobnych rozmiarach, rozmieszczone w dwóch szeregach. Te w szeregu przednim leżą znacznie bliżej siebie niż w tylnym, w związku z czym jest od tylnego szeregu krótszy. W widoku grzbietowym oczy pary przednio-środkowej leżą bardziej z przodu niż przednio-bocznej, a tylno-środkowej bardziej z przodu niż tylno-bocznej. Rozstaw oczu tylno-środkowych jest równy lub mniejszy niż ich odległość od oczu tylno-bocznych. Oczy par środkowych rozmieszczone są na planie wyraźnie dłuższego niż szerokiego i szerszego w tyle czworokąta. Szczękoczułki zaopatrzone są w kondyle i mają ząbkowane krawędzie. Szerokość i długość wargi dolnej są zbliżone, a wydłużone szczęki dysponują długimi kolcami. Tarczowate do sercowatego sternum wchodzi tylnym końcem między biodra ostatniej pary. Na jego powierzchni czasem występują krótkie kolce.
Odnóża są stosunkowo długie, a najdłuższa jest para czwarta lub druga. Skopule występują na stopach i w odsiebnych częściach nadstopiów. Stopy wieńczą ząbkowane pazurki i przypazurkowe kępki szpatułkowatych szczecinek.
Opistosoma (odwłok) jest w zarysie owalna z zaokrąglonym przodem i lekko zwężonym tyłem. Na jej wierzchu widnieje ciemny pośrodkowy znak o kształcie lancetowatym lub rombowatym.

## Zachowanie i występowanie

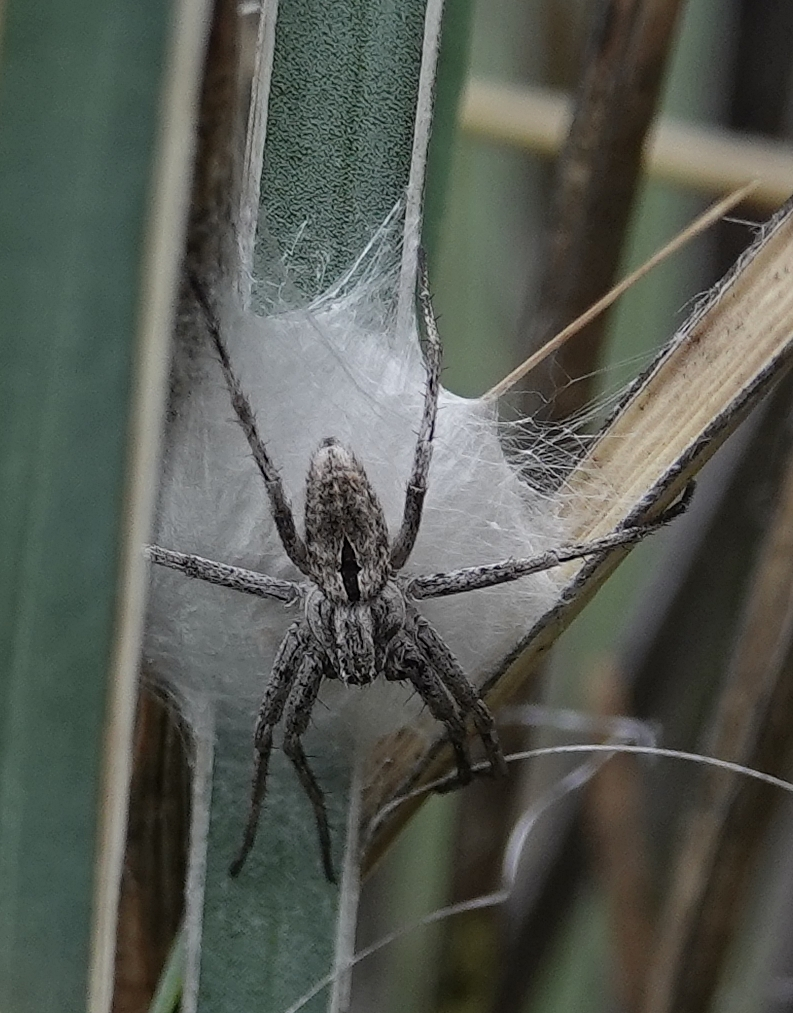
Samica strzegąca kokonu

Śmiertki bytują głównie na powierzchni gleby, trawach i roślinności zielnej. Przemieszczają się szybko i zwinnie. Aktywnie polują na ofiary, nie tworzą sieci łownych. Samica wytworzony kokon jajowy o zwykle pergaminowej fakturze umieszcza na gałązkach, łodygach liściach lub kamieniach i strzeże go przed zagrożeniami.
Przedstawiciele rodzaju występują w palearktycznej Eurazji, Indiach, Afryce i obu Amerykach. W Polsce stwierdzono siedem gatunków.

## Taksonomia

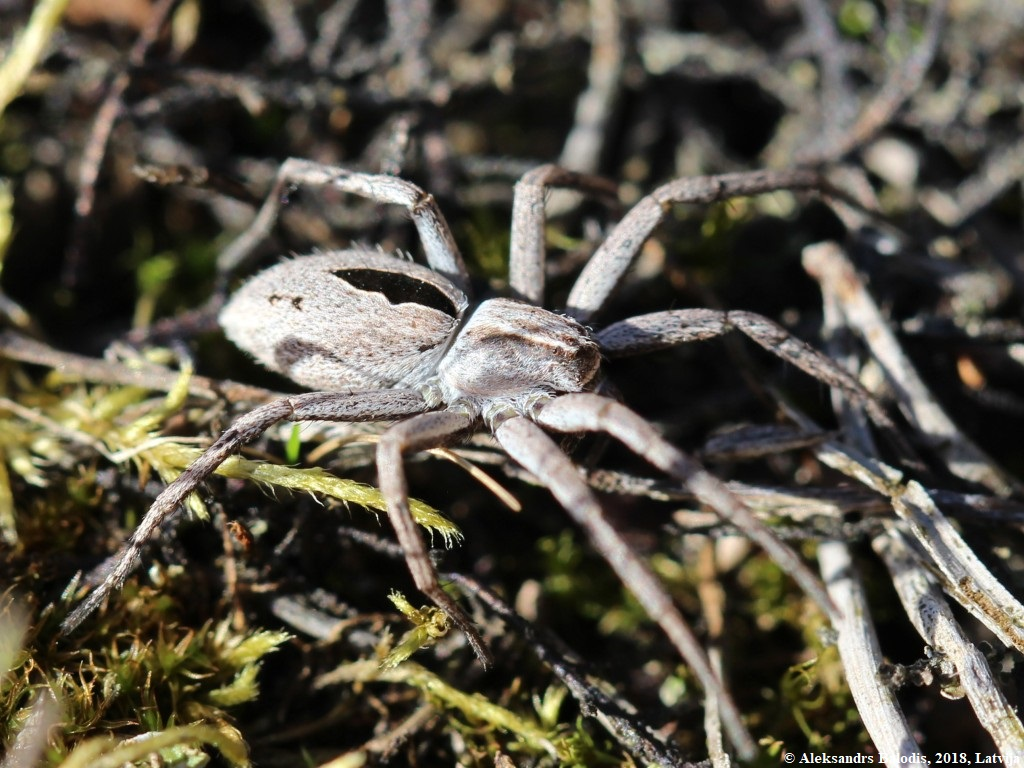
Śmiertek mrówczyn

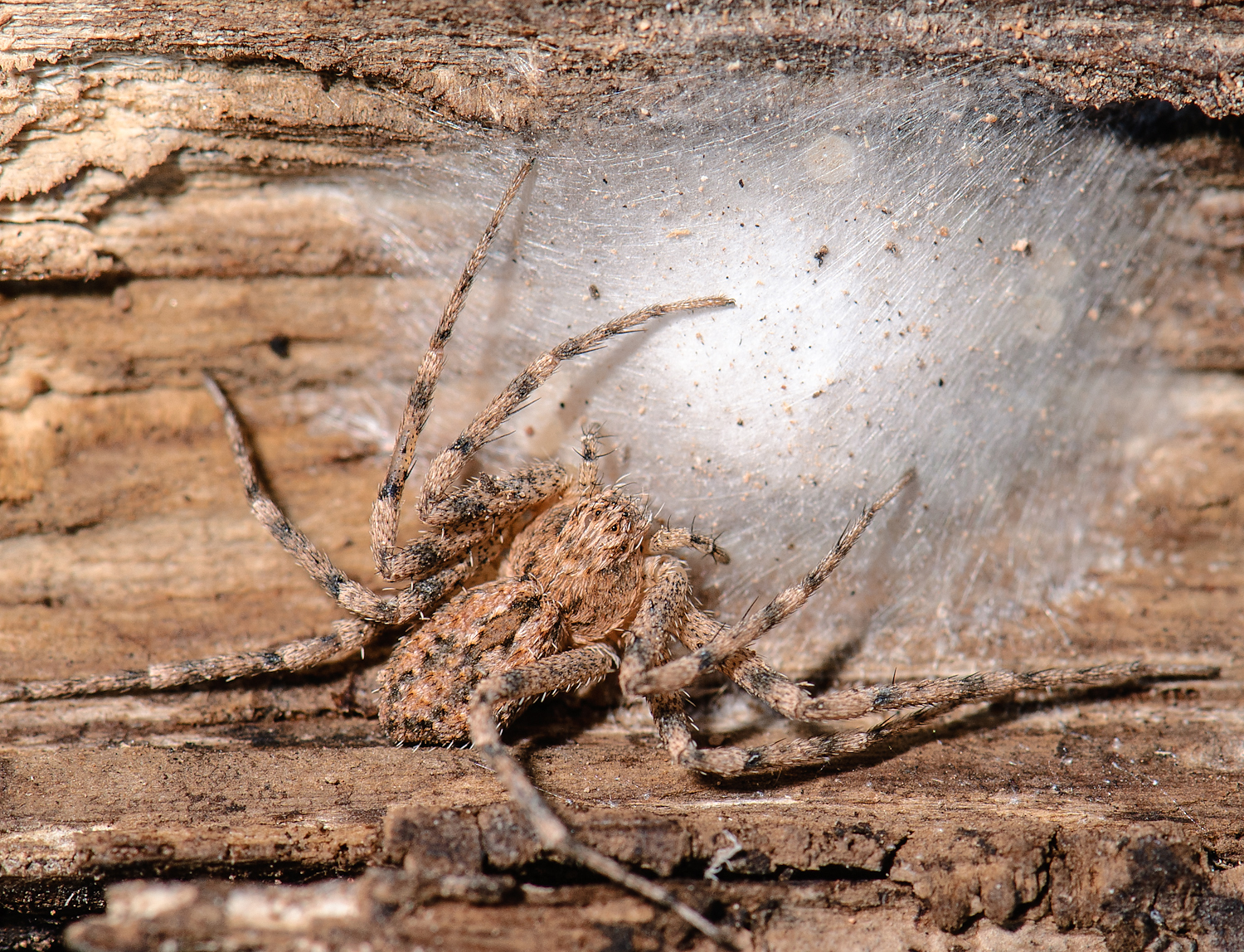
Thanatus coloradensis, samica z kokonem

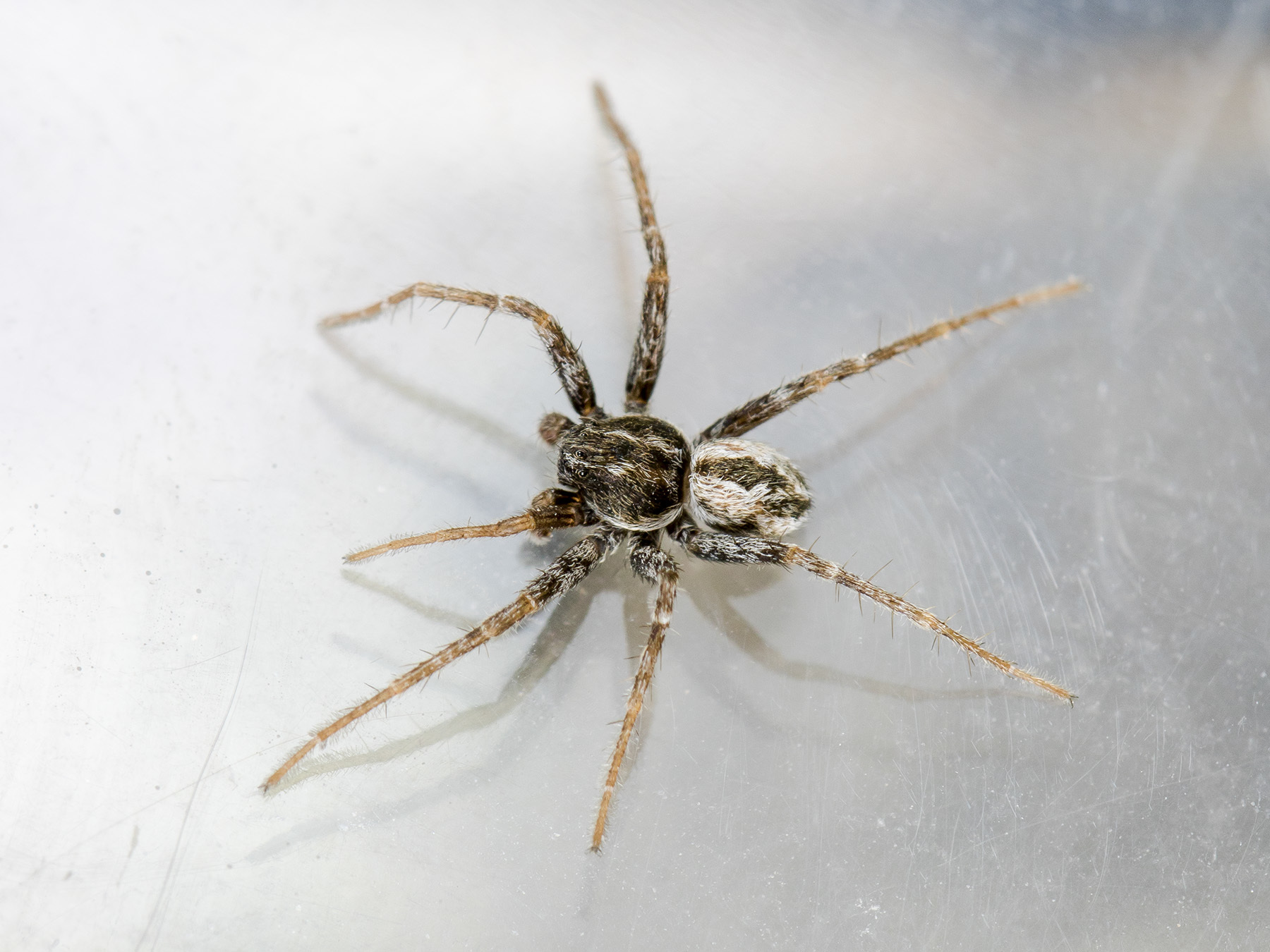
Thanatus atratus

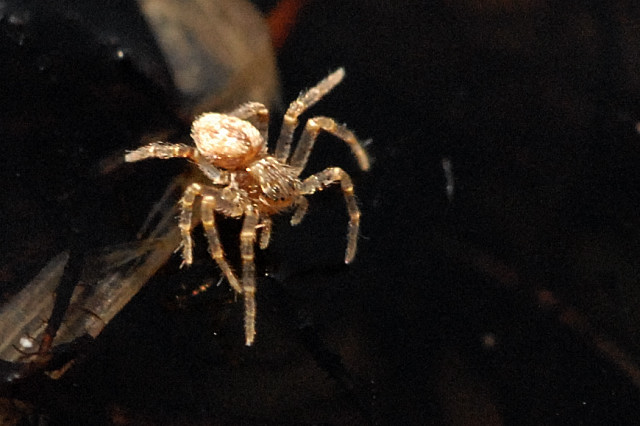
Śmiertek cętkowany

Takson ten wprowadzony został w 1837 roku przez Carla Ludwiga Kocha. Gatunkiem typowym jest Araneus formicinus. Wprowadzony w 1932 roku przez Eugène’a Simona Paratibellus zsynonimizowany został z Thanatus w 2008 roku.
Do rodzaju zalicza się 94 opisane gatunki:

- Thanatus africanus Karsch, 1878
- Thanatus albescens O. Pickard-Cambridge, 1885
- Thanatus altimontis Gertsch, 1933
- Thanatus arcticus Thorell, 1872
- Thanatus arenarius L. Koch, 1872 – śmiertek piaskowy
- Thanatus arenicola (Schmidt, 1976)
- Thanatus atlanticus Berland, 1936
- Thanatus atratus Simon, 1875
- Thanatus balestrerii Caporiacco, 1935
- Thanatus bungei (Kulczyński, 1908)
- Thanatus chorillensis Keyserling, 1880
- Thanatus coloradensis Keyserling, 1880
- Thanatus coreanus Paik, 1979
- Thanatus cronebergi Simon, 1895
- Thanatus dahurianus Logunov, 1997
- Thanatus damingus Wang, Zhang et Xing, 2013
- Thanatus denisi Brignoli, 1983
- Thanatus dhakuricus Tikader, 1960
- Thanatus dissimilis Denis, 1960
- Thanatus dorsilineatus Jézéquel, 1964
- Thanatus elongatus (Tikader, 1960)
- Thanatus fabricii (Audouin, 1826)
- Thanatus firmetorum Muster et Thaler, 2003
- Thanatus flavescens O. Pickard-Cambridge, 1876
- Thanatus flavidus Simon, 1875
- Thanatus flavus O. Pickard-Cambridge, 1876
- Thanatus forbesi Pocock, 1903
- Thanatus forciformis Li, Feng et Yang, 2013
- Thanatus formicinus (Clerck, 1757) – śmiertek mrówczyn
- Thanatus fornicatus Simon, 1897
- Thanatus frederici Denis, 1941
- Thanatus fuscipes Denis, 1937
- Thanatus gnaquiensis Strand, 1908
- Thanatus hongkong Song, Zhu et Wu, 1997
- Thanatus imbecillus L. Koch, 1878
- Thanatus inconsuetus Caporiacco, 1940
- Thanatus indicus Simon, 1885
- Thanatus jabalpurensis Gajbe et Gajbe, 1999
- Thanatus jaikensis Ponomarev, 2007
- Thanatus ketani Bhandari et Gajbe, 2001
- Thanatus kitabensis Charitonov, 1946
- Thanatus lamottei Jézéquel, 1964
- Thanatus lanatus Logunov, 1996
- Thanatus lanceolatus Simon, 1875
- Thanatus lanceoletus Tikader, 1966
- Thanatus lesserti (Roewer, 1951)
- Thanatus lineatipes Simon, 1870
- Thanatus luederitzi Simon, 1910
- Thanatus maculatus Keyserling, 1880
- Thanatus mandali Tikader, 1965
- Thanatus meronensis Levy, 1977
- Thanatus mikhailovi Logunov, 1996
- Thanatus miniaceus Simon, 1880
- Thanatus mongolicus (Schenkel, 1936)
- Thanatus mus Strand, 1908
- Thanatus namaquensis Simon, 1910
- Thanatus neimongol Urita et Song, 1987
- Thanatus nentwigi Wunderlich, 2017
- Thanatus nipponicus Yaginuma, 1969
- Thanatus nodongensis Kim et Kim, 2012
- Thanatus oblongiusculus (Lucas, 1846)
- Thanatus okayi Karol, 1966
- Thanatus ornatus (Lucas, 1846)
- Thanatus pagenstecheri Strand, 1906
- Thanatus parangvulgaris Barrion et Litsinger, 1995
- Thanatus philodromicus Strand, 1916
- Thanatus philodromoides Caporiacco, 1940
- Thanatus pictus L. Koch, 1881
- Thanatus pinnatus Jézéquel, 1964
- Thanatus plumosus Simon, 1890
- Thanatus pollex Li, Feng et Yang, 2013
- Thanatus prolixus Simon, 1897
- Thanatus pygmaeus Schmidt et Krause, 1996
- Thanatus rayi Simon, 1875
- Thanatus roseofemoralis (Karsch, 1879)
- Thanatus rubicellus Mello-Leitão, 1929
- Thanatus rubicundus L. Koch, 1875
- Thanatus sabulosus (Menge, 1875) – śmiertek leśnostepowy
- Thanatus saraevi Ponomarev, 2007
- Thanatus schubotzi Strand, 1913
- Thanatus sepiacolor Levy, 1999
- Thanatus setiger (O. Pickard-Cambridge, 1872)
- Thanatus simplicipalpis Simon, 1882
- Thanatus stepposus Logunov, 1996
- Thanatus striatus C. L. Koch, 1845 – śmiertek cętkowany
- Thanatus stripatus Tikader, 1980
- Thanatus tuvinensis Logunov, 1996
- Thanatus ubsunurensis Logunov, 1996
- Thanatus validus Simon, 1875
- Thanatus virgulatipes Wunderlich, 2023
- Thanatus vulgaris Simon, 1870
- Thanatus wuchuanensis Tang et Wang, 2008
- Thanatus xinjiangensis Hu et Wu, 1989
- Thanatus zavattarii Caporiacco, 1939 (species inquirenda)